# Haploniscus pygmaeus
Haploniscus pygmaeus är en kräftdjursart som beskrevs av Yakov Avadievich Birstein 1969. Haploniscus pygmaeus ingår i släktet Haploniscus och familjen Haploniscidae. Inga underarter finns listade i Catalogue of Life.